# Шепшин
Шепшин је насеље у Градској општини Младеновац у Граду Београду. Према попису из 2022. било је 657 становника.

## Историја
Шепшин се налази јужно од Гроцке. Шепшин је свакако новије насеље. Предање нам говори да су први досељеници, кад су овде дошли, наишли на маџарске куће. У арачким списковима из првих десетина 19.века помиње се Шепшин који је 1818.г. имао 16 а 1822.г. 20 кућа. По попису из 1921.г. село је имало 134 куће са 918 становника.
За најстарије породице сматрају се Крњићи-Милушићи. Стара су породица и Тинугићи, од које данас нема потомака. Остале су породице досељене и то: Ратковићи из Лисица (Драгачево); Јаношевци од новог Пазара, који су најпре населили у ужичком округу, па их је отуд раселио књаз Милош зато што су пљачкали Турке; Гајићи су из Црнића одакле је побегао њихов предак Гаја. Јеремијићи су старином од Лесковца; Ристићи од Тимока. Село има своју школу од 1893. године.. (подаци крајем 1921. године).

## Демографија
У насељу Шепшин живи 673 пунолетна становника, а просечна старост становништва износи 41,8 година (41,0 код мушкараца и 42,7 код жена). У насељу има 240 домаћинстава, а просечан број чланова по домаћинству је 3,56.
Ово насеље је у великим делом насељено Србима (према попису из 2002. године), а у последња три пописа, примећен је пад у броју становника.
|  |

| Демографија | Демографија | Демографија |
| Година      | Становника  | Становника  |
| ----------- | ----------- | ----------- |
| 1948.       | 1.214       |             |
| 1953.       | 1.248       |             |
| 1961.       | 1.247       |             |
| 1971.       | 1.114       |             |
| 1981.       | 979         |             |
| 1991.       | 956         | 891         |
| 2002.       | 855         | 913         |

| Етнички састав према попису из 2002.‍ | Етнички састав према попису из 2002.‍ | Етнички састав према попису из 2002.‍ | Етнички састав према попису из 2002.‍ | Етнички састав према попису из 2002.‍ |
| ------------------------------------ | ------------------------------------ | ------------------------------------ | ------------------------------------ | ------------------------------------ |
|                                      |                                      |                                      |                                      |                                      |
| Срби                                 | Срби                                 |                                      | 843                                  | 98,59%                               |
| Црногорци                            | Црногорци                            |                                      | 1                                    | 0,11%                                |
| Хрвати                               | Хрвати                               |                                      | 1                                    | 0,11%                                |
| непознато                            | непознато                            |                                      | 6                                    | 0,70%                                |

| Година пописа     | 1948. | 1953. | 1961. | 1971. | 1981. | 1991. | 2002. |
| ----------------- | ----- | ----- | ----- | ----- | ----- | ----- | ----- |
| Број домаћинстава | 244   | 253   | 269   | 275   | 256   | 244   | 240   |

| Број чланова      | 1  | 2  | 3  | 4  | 5  | 6  | 7  | 8 | 9 | 10 и више | Просек |
| ----------------- | -- | -- | -- | -- | -- | -- | -- | - | - | --------- | ------ |
| Број домаћинстава | 50 | 50 | 22 | 36 | 36 | 26 | 11 | 4 | 1 | 4         | 3,56   |

| Пол    | Укупно | Неожењен/Неудата | Ожењен/Удата | Удовац/Удовица | Разведен/Разведена | Непознато |
| ------ | ------ | ---------------- | ------------ | -------------- | ------------------ | --------- |
| Мушки  | 362    | 96               | 224          | 28             | 12                 | 2         |
| Женски | 347    | 43               | 220          | 79             | 4                  | 1         |
| УКУПНО | 709    | 139              | 444          | 107            | 16                 | 3         |

| Пол    | Укупно                    | Пољопривреда, лов и шумарство | Рибарство                            | Вађење руде и камена | Прерађивачка индустрија       |
| ------ | ------------------------- | ----------------------------- | ------------------------------------ | -------------------- | ----------------------------- |
| Мушки  | 239                       | 122                           | 0                                    | 0                    | 37                            |
| Женски | 194                       | 147                           | 0                                    | 0                    | 12                            |
| УКУПНО | 433                       | 269                           | 0                                    | 0                    | 49                            |
| Пол    | Производња и снабдевање   | Грађевинарство                | Трговина                             | Хотели и ресторани   | Саобраћај, складиштење и везе |
| Мушки  | 4                         | 7                             | 18                                   | 0                    | 30                            |
| Женски | 1                         | 0                             | 8                                    | 1                    | 3                             |
| УКУПНО | 5                         | 7                             | 26                                   | 1                    | 33                            |
| Пол    | Финансијско посредовање   | Некретнине                    | Државна управа и одбрана             | Образовање           | Здравствени и социјални рад   |
| Мушки  | 0                         | 2                             | 8                                    | 2                    | 4                             |
| Женски | 0                         | 4                             | 0                                    | 5                    | 12                            |
| УКУПНО | 0                         | 6                             | 8                                    | 7                    | 16                            |
| Пол    | Остале услужне активности | Приватна домаћинства          | Екстериторијалне организације и тела | Непознато            | Непознато                     |
| Мушки  | 4                         | 0                             | 0                                    | 1                    | 1                             |
| Женски | 1                         | 0                             | 0                                    | 0                    | 0                             |
| УКУПНО | 5                         | 0                             | 0                                    | 1                    | 1                             |

## Познати становници
- Александар Виторовић, књижевник и новинар
- Милета Виторовић ликовни уметник

## Галерија
- Зграда поште
- Поглед на село
- Зграда основне школе „Момчило Живојиновић“
- Дрвени звоник
- Поглед на село
- Спомен-чесма
- Поглед на село